# Lebedevka (vattendrag i Vitryssland)
Lebedevka (ryska: Лебедевка) är ett vattendrag i Belarus.   Det ligger i voblasten Mahiljoŭs voblast, i den nordöstra delen av landet, 230 km öster om huvudstaden Minsk.
Trakten runt Lebedevka består till största delen av jordbruksmark. Runt Lebedevka är det ganska glesbefolkat, med 39 invånare per kvadratkilometer.